# Rob Mosher
Rob Mosher (* 1980) ist ein kanadischer Musiker (Altsaxophon, Sopransaxophon, Oboe, Flöte, Englischhorn, Komposition) des Modern Jazz, der sich auch auf dem Feld der Klassischen Musik betätigt.

## Leben und Wirken
Mosher hat einen Abschluss in Musik an der University of Toronto und nahm am Banff International Workshop für Jazz und kreative Musik teil. Er arbeitete in Toronto seit den frühen 2000er-Jahren u. a. im MRC Trio (That Magic Thread, 2003) und im Quintette Marianne Trudel. Mitte der 2000er-Jahre zog er nach New York City, wo er als Leader und Sideman tätig ist. U.a. spielte er in New York mit Kevin Brow, Jeff Fairbanks’ Project Hansori,  Max Seigel (Siphonophore) und dem Awakening Orchestra. 2008 nahm Mosher sein Debütalbum The Tortoise auf, an dem Micah Killion, Mike Fahie,  Sam Sadigursky, Peter Hess, Brian Landrus, Nir Felder, Garth Stevenson und Ziv Ravitz mitwirkten.
In seinem Musikprojekt Storytime verarbeitete Mosher Reminiszenzen an Wayne Shorter, Gil Evans, Kurt Weill, Darius Milhaud, Claude Debussy und Bach. Moshers weitere musikalische Projekte sind das Rob Mosher String Quartet, ein klassisches Ensemble mit Sopransaxophon anstelle der zweiten Violine, ein klassisches Duo mit Sopransaxophon und Sopran-Opernstimme. Mosher trat auch als freischaffender Oboist auf und als Jazz-Sideman auf. Er war von 2005 bis 2006 Solo-Oboist im Brooklyn Conservatory Orchestra und von 2001 bis 2004 Mitglied des 40 Fingers Saxophone Quartetts.
Im Bereich des Jazz war er laut Tom Lord zwischen 2003 und 2017 an elf Aufnahmesessions beteiligt, auch mit der Singer-Songwriterin Stephanie Nilles. Als Musiker hatte er einen Auftritt im Kurzfilm Brooklyn Bazaar (2012) von Bryan Parker. 2009 erhielt er den ASCAP Young Composer Award.

## Diskographische Hinweise
- MRC Trio: That Magic Thread (2003), mit Kevin Turcotte, Hugh Marsh, Rufus Cappadocia, Barry Romberg
- Jeff Fairbanks’ Project Hansori: Mulberry Street (BJU, 2009)
- Rupert Boyd / Rob Mosher: Trickle (2011)
- Rob Mosher: 31 Chorales (2012)
- The Awakening Orchestra: Volume I: This Is Not the Answer (Innova, 2018)